# Burger (Familienname)
Burger ist ein Familienname.

## Namensträger

### A
- Adolf Burger (Maler) (1833–1876), deutscher Maler und Grafiker
- Adolf Burger (1917–2016), slowakisch-tschechischer Buchdrucker
- Albert Burger (Tänzer) (1884–1970), deutscher Tänzer und Tanzpädagoge
- Albert Burger (Politiker) (1925–1981), deutscher Verwaltungsbeamter und Politiker (CDU)
- Albert Burger (Skirennläufer) (1955–2023), deutscher Skirennläufer
- Albertus Beyers Fourie Burger (* 1916), südafrikanischer Diplomat
- Alexander Burger (1880–1959), deutscher Archivar, Historiker und Schriftsteller
- Alexandre Burger (1920–2009), Schweizer Journalist
- Alfred Burger (Chemiker) (1905–2000), US-amerikanischer Chemiker
- Alfred Burger (Musiker) (1930–2019), deutscher Komponist und Musikverleger
- Alice Sz. Burger (1925–2022), ungarische Archäologin
- Alois Burger (Maler) (1888–1942), österreichischer Maler und Grafiker
- Alois Burger (Dichter) (1908–1959), deutscher Mundartdichter
- André Burger (1920–2012), Schweizer Hydrogeologe
- Andreas Burger (Maler) (* 1962), österreichischer Maler und Grafiker
- Andreas Burger (Bildhauer) (* 1967), italienischer Bildhauer und Konzeptkünstler
- Anke Caroline Burger (* 1964), deutsche Übersetzerin
- Annette Burger, deutsche Leichtathletin und Paralympionidin
- Anthony Burger (1961–2006), US-amerikanischer Pianist
- Anton Burger (Maler) (1824–1905), deutscher Maler, Zeichner und Radierer
- Anton Burger (SS-Mitglied) (Pseudonym Wilhelm Bauer; 1911–1991), österreichischer SS-Obersturmführer
- Anton Burger (Schlagzeuger) (* 1957), Schlagzeuger, Komponist, Arrangeur und Bandleader
- Anton Burger (Wirtschaftswissenschaftler) (* 1962), österreichischer Wirtschaftswissenschaftler
- Anton Burger (Violinist) (* 1963), österreichischer Violinist und Komponist
- August Burger (Geistlicher) (1845–1928), deutscher evangelischer Pfarrer
- August Burger (Schauspieler), österreichischer Schauspieler
- August Burger (Agraringenieur) (1912–2002), Schweizer Agraringenieur, Landwirtschaftsschuldirektor und Verbandsfunktionär

### C
- Carl Burger (Journalist), deutscher Journalist
- Carl Burger (Bildhauer) (1875–1950), deutscher Bildhauer und Medailleur
- Carl Burger (Illustrator) (1888–1967), US-amerikanischer Illustrator
- Charly Burger (1933–2024), Schweizer Feldhandballtorwart
- Christian Burger (1842–1925), Schweizer Pianofabrikant
- Christoph Burger (Bibliothekar) (* 1937), deutscher evangelischer Theologe und Bibliothekar
- Christoph Burger (Kirchenhistoriker) (* 1945), deutscher evangelischer Theologe und Kirchenhistoriker
- Christoph Burger (Segler) (* 1976), Schweizer Segler
- Christoph Burger (Ringer) (* 1995/1996), österreichischer Ringer
- Cindy Burger (* 1992), niederländische Tennisspielerin
- Cindy Burger (Fußballspielerin) (* 1980), niederländische Fußballspielerin
- Claire Burger (* 1978), französische Filmregisseurin, Filmeditorin und Drehbuchautorin
- Cody Burger (* 1983), US-amerikanischer Schauspieler

### D
- Danie Burger (1933–1990), südafrikanischer Hürdenläufer
- Daniel Burger (* 1971), deutscher Kunsthistoriker und Archivar
- Daniel Burger-Völlmecke (* 1981), deutscher provinzialrömischer Archäologe
- Daniela Burger (* 1969), deutsche Grafikdesignerin
- David Burger (* 2005), österreichischer Fußballspieler
- Dieter Burger (Politiker) (1938–2007), deutscher Verwaltungsjurist und Politiker
- Dieter Burger (Geograph) (* 1948), deutscher Geograph und Geoökologe
- Dietmar Burger (* 1968), österreichischer Dartspieler
- Dietrich Burger (* 1935), deutscher Maler und Grafiker

### E
- Eberhard Burger (* 1943), deutscher Bauingenieur und Baumeister
- Edith Burger (1906–1948), Schweizer Pianistin und Sängerin
- Emil Burger (1905–??), Schweizer Architekt
- Erich Burger (Kunsthistoriker) (1903–nach 1977), deutscher Kunsthistoriker
- Erich Burger (Politiker) (1913–1983), deutscher Politiker, Bürgermeister von Bühl (Baden) 1957–1981
- Ernst Burger (Unternehmer) (1862–nach 1935), deutscher Unternehmer und Kommunalpolitiker
- Ernst von Burger (1869–1945), deutsch-österreichischer Jurist und Bankier
- Ernst Burger (Fabrikant) (1874–1934), Schweizer Pianofabrikant
- Ernst Burger (Pfarrer) (1874–1935), deutscher Pfarrer und Kirchenfunktionär
- Ernst Burger (Widerstandskämpfer) (1915–1944), österreichischer Widerstandskämpfer
- Ernst Burger (Autor) (* 1937), deutscher Pianist und Musikschriftsteller

- Ernst Peter Burger (1906–1975), deutschamerikanischer Spion
- Erwin Burger (1877–1950), württembergischer Oberamtmann
- Esther Burger (* 1967), deutsche Malerin, Objekt- und Installationskünstlerin
- Eugen Burger (1909–1976), deutscher Unternehmer
- Ewald Burger (1921–1981), deutscher Mathematiker und Hochschullehrer

### F
- Franz Burger (Politiker) (1836–1920), deutscher Politiker (Zentrum), MdL Bayern
- Franz Burger (Maler) (1857–1940), österreichischer Maler
- Franz Burger (Philologe) (1880–1933), deutscher Klassischer Philologe und Lehrer
- Franz Burger (Fußballspieler) (1892–1940), deutscher Fußballspieler
- Franz Burger (Salesianer), deutscher Salesianer
- Freddy Burger (* 1945), deutscher Unternehmer
- Friedrich Moritz von Burger (1804–1873), österreichischer Jurist und Politiker
- Friedrich Burger (Schriftsteller) (1874–?), deutscher Schriftsteller und Ethnograph
- Friedrich Burger (Politiker) (1879–1939), deutscher Politiker (DVP)
- Fritz Burger, Pseudonym von Gustav Andreas Ressel (1861–1933), österreichischer Schriftsteller und Archivar
- Fritz Burger (Maler, 1867) (1867–1927), deutsch-schweizerischer Maler
- Fritz Burger (Kunsthistoriker) (1877–1916), deutscher Maler und Kunsthistoriker
- Fritz Burger (Historiker) (* 1929), deutscher Heimatforscher
- Fritz Burger-Mühlfeld (1882–1969), deutscher Maler
- Fritzi Burger (1910–1999), österreichische Eiskunstläuferin
- Frohmund Burger (* 1946), venezolanischer Segler

### G
- Georg Burger (Mediziner) (Georg Carl Eduard Burger; 1896–1979), niederländischer Pneumologe
- Georg Burger (Fußballspieler) (1914–1995), deutscher Fußballspieler
- Georg Burger (Bühnenbildner) (* 1967), deutscher Bühnenbildner
- Georg Matthias Burger (1750–1825), deutscher Mystiker und Instrumentenbauer
- Götz Burger (* 1947), deutscher Schauspieler
- Günter Burger (* 1947), deutscher Fremdsprachendidaktiker und Autor
- Günther Burger (* 1933), deutscher Hochschullehrer für Hygiene und Leiter des Instituts für Mikrobiologie und Hygiene (TU Dresden)
- Guy-Claude Burger (* 1934), Schweizer Musiker und Physiker

### H
- Hannes Burger (* 1937), deutscher Journalist und Schriftsteller
- Hanni Burger (* 1953), österreichische Sprinterin
- Hans Burger (Forstwissenschaftler) (1889–1973), Schweizer Forstwissenschaftler
- Hans Burger (Klavierbauer) (1910–1984), Schweizer Klavierbauer
- Hans Burger (Funktionär) (1914–1981), Schweizer Landwirt und Verbandsfunktionär
- Hans Burger (Mediziner) (1920–2005), deutscher Gynäkologe
- Hans Burger (Geologe), Schweizer Geologe
- Hanuš Burger (Hans Burger; 1909–1990), tschechischer Regisseur, Dramaturg und Bühnenbildner
- Harald Burger (* 1940), Schweizer Linguist
- Heinrich Burger (Eiskunstläufer) (1881–1942), deutscher Eiskunstläufer
- Heinrich Burger (Schachspieler) (* 1941), deutscher Schachspieler, Agent des Ministeriums für Staatssicherheit
- Heinrich Jakob Burger-Hofer (1849–1917), Schweizer Lithograf
- Heinz Burger (Politiker) (1928–1998), deutscher Verwaltungsbeamter und Politiker (SPD), MdL Saarland
- Heinz Burger, Geburtsname von Tutilo Burger (* 1965), deutscher Benediktiner, Abt von Beuron
- Heinz Otto Burger (1903–1994), deutscher Germanist und Hochschullehrer
- Helmut Burger (* 1937), deutscher Ingenieur, Hochschullehrer und Industriemanager
- Hermann Burger (1942–1989), Schweizer Schriftsteller
- Honorius Burger (1788–1878), österreichischer Benediktiner, Historiker und Zeichner
- Hubert Burger (Fußballspieler) (* 1936), deutscher Fußballspieler
- Hubert Burger (Naturbahnrodler), italienischer Naturbahnrodler

### J
- Jaap Burger (1904–1986), niederländischer Politiker
- Jacques Burger (* 1983), namibischer Rugby-Union-Spieler
- Jakob Burger (1896–1944), deutsches Opfer des Nationalsozialismus
- Jean Burger (Widerstandskämpfer) (1907–1945), französischer Widerstandskämpfer
- Jean Christopher Burger (* 1965), deutscher Filmregisseur
- Jean Daniel Frédéric Burger (1814–1845), französischer Theologe
- Jean-Paul Burger (* 1996), namibischer Radsportler und Triathlet
- Jiří Burger (* 1977), tschechischer Eishockeyspieler
- Joachim Burger (* 1969), deutscher Anthropologe und Molekularbiologe
- Joanna Burger (* 1941), US-amerikanische Ökologin und Biologin
- Johann Burger (Agronom) (1773–1842), österreichischer Agrarwissenschaftler
- Johann Burger (Orgelbauer) (1791–1874), Schweizer Orgelbauer
- Johann Burger (Politiker) (1808–1879), österreichischer Landwirt und Politiker, Kärntner Landtagsabgeordneter
- Johann Burger (Kupferstecher) (1829–1912), Schweizer Kupferstecher
- Jörg Burger (* 1962), deutscher Musiker und Produzent
- Jörg Burger (Journalist), deutscher Journalist
- Josef Burger (Unternehmer) (1823–1888), deutscher Unternehmensgründer
- Josef Burger (Politiker, 1847) (1847–??), deutscher Politiker (NLP), MdL Baden
- Josef Burger (Esperantist) (1881–1970), deutscher Bergmann, Dichter und Esperantist
- Josef Burger (Maler) (1887–1966), deutscher Maler
- Josef Burger (Politiker, 1900) (1900–1972), deutscher Landwirt und Politiker (Zentrum, BCSV, CDU), MdL Baden-Württemberg
- Josef Burger (Kabarettist) (* 1970), österreichischer Kabarettist
- Josef Karl Burger (1805–1880), deutscher Jurist und Politiker
- Joseph Burger (1812–nach 1848), deutscher Komponist, Organist und Chorleiter
- Judith Burger (* 1972), deutsche Kinderbuchautorin
- Julius Burger (1883–nach 1951), deutscher Landrat

### K
- Kai Burger (* 1992), deutscher Fußballspieler
- Karl Burger (Politiker, 1756) (Karl Franz Burger; 1756–1824), Schweizer Autor und Politiker, Landammann von Glarus
- Karl von Burger (Theologe, 1805) (1805–1884), deutscher Theologe
- Karl Burger (Verwaltungsbeamter) (1805–1888), deutscher Verwaltungsbeamter
- Karl von Burger (Theologe, 1834) (1834–1905), deutscher Theologe
- Karl Burger (Politiker, 1872) (1872–1946), elsässischer Jurist und Politiker
- Karl Burger (Fußballspieler) (1883–1959), deutscher Fußballspieler
- Karl Burger (Mediziner) (1893–1962), deutscher Frauenarzt und Hochschullehrer
- Karl Burger (Schachspieler) (1933–2000), US-amerikanischer Schachspieler
- Karolina Burger (1879–1949), deutsche Lehrerin und Frauenseelsorgerin
- Kirsten Burger (* 1975), deutsch-österreichische Regisseurin, Filmemacherin, Schauspielerin, Produzentin und Autorin
- Klaus Burger (* 1958), deutscher Politiker (CDU)
- Klaus Burger (Musiker) (* 1958), deutscher Tubist und Komponist
- Konrad Burger (1856–1912), deutscher Bibliothekar
- Korbinian Burger (* 1995), deutscher Fußballspieler
- Kurt Burger (1927–2008), deutscher Geologe

### L
- Leonie Burger (* 1997), deutsche Popsängerin, siehe Leony
- Leopold Burger (1861–1903), österreichischer Maler
- Lili Fehrle-Burger (1907–1991), deutsche Kunsthistorikerin und Autorin
- Lina Burger (1856–1942), deutsche Buchgestalterin, Illustratorin, Grafikerin und Exlibriskünstlerin
- Lisbeth Burger (1886–1964), deutsche Schriftstellerin, siehe Christina Strassner
- Ludwig Burger (Landrat) (* 1899), deutscher Landrat
- Ludwig Burger (1825–1884), deutscher Maler und Zeichner
- Lydia Benz-Burger (1919–2008), Schweizer Politikerin, Redaktorin und Feministin
- Lynette Burger (* 1980), südafrikanische Radrennfahrerin

### M
- Magdalena Burger (* 2005), deutsche Nordische Kombiniererin
- Marc Burger (* 1959), Schweizer Mathematiker und Hochschullehrer
- Maria Burger (Keramikerin) (* 1954), italienisch-österreichische Keramikerin
- Maria Burger (Theologin) (* 1960), deutsche katholische Theologin
- Maria Burger-Siedersbeck (1907–nach 1960), deutsche Sängerin und Gesangspädagogin
- Marie Burger-Mathys (1875–1953), Schweizer Konzertsängerin und Gesangspädagogin
- Marisa Burger (* 1973), deutsche Schauspielerin
- Markus Burger (Handballtrainer) (* 1964), österreichischer Handballtrainer
- Markus Burger (Komponist) (* 1966), deutscher Komponist und Pianist
- Martin Burger (* 1939), österreichischer Skirennläufer
- Matthieu Burger (* 2001), Schweizer Schwinger
- Max von Burger (1850–1932), österreichischer Tuchfabrikant und Politiker, Kärntner Landtagsabgeordneter
- Max Burger (Komponist) (1856–1917), deutscher Komponist und Musikpädagoge
- Max Burger (Unternehmer) (1887–1953), Schweizer Zigarettenfabrikant
- Max M. Burger (1933–2019), Schweizer Mediziner und Biochemiker
- Meret Burger (* 1975), deutsche Filmregisseurin und Produzentin
- Michael Burger (Historiker) (* 1962), US-amerikanischer Historiker und Hochschullehrer
- Michael Burger (Kunsthistoriker) (* 1977), deutscher Kunsthistoriker
- Michel Burger (1926–2016), Schweizer Romanist

### N
- Nadia Burger, kanadische Diplomatin
- Nathanael Burger (1733–1780), deutscher Geistlicher, Titularbischof von Dercos
- Neil Burger (* 1963), US-amerikanischer Regisseur, Drehbuchautor und Filmproduzent
- Nina Burger (* 1987), österreichische Fußballspielerin
- Norbert Burger (Politiker, 1929) (1929–1992), österreichischer Politiker (FPÖ, NDP)
- Norbert Burger (Politiker, 1932) (1932–2012), deutscher Politiker (SPD), Oberbürgermeister von Köln

### O
- Olivier Burger (1954–2015), Schweizer Modeunternehmer
- Oswald Burger (* 1949), deutscher Autor, Historiker und Politiker
- Otto Burger (1864–1932), Schweizer Politiker (BGB) und Milchwirtschaftsfunktionär

### P
- Paul Burger (Radsportler) (1874–1940), belgischer Radsportler und Fotograf
- Paul Burger (Politiker) (1887–1947), deutscher Politiker (DVP)
- Peter Burger (Künstler) (1941–1987), deutscher Maler und Bildhauer
- Peter Burger (Moderner Fünfkämpfer) (* 1954), Schweizer Moderner Fünfkämpfer
- Peter Burger (Chemiker) (* 1962), deutscher Chemiker und Hochschullehrer
- Philipp Burger (* 1981), italienischer Sänger

### R
- Reiner Burger (* 1969), deutscher Kommunikationswissenschaftler und Journalist
- Reinhard Burger (* 1949), deutscher Mikrobiologe
- Reinhold Burger (1866–1954), deutscher Glastechniker und Erfinder
- Rolf Burger (1928/1929–2012), deutscher Unternehmer
- Rodolphe Burger (* 1957), französischer Komponist, Gitarrist und Sänger
- Ronna Burger (* 1947), US-Philosophin und Philosophiehistorikerin
- Rudolf Burger (Unternehmer, 1839) (1839–1917), Schweizer Unternehmer und Politiker (FDP)
- Rudolf Burger (Unternehmer, 1864) (1864–1950), Schweizer Unternehmer und Politiker (FDP)
- Rudolf Burger (Philosoph) (1938–2021), österreichischer Philosoph
- Rudolf Burger-Nefflen (1921–2017), Schweizer Unternehmer, Lyriker und Alpinist

### S
- Sándor Burger (1899–??), ungarischer Segler
- Schalk Burger (* 1983), südafrikanischer Rugbyspieler
- Sebastian Burger (Maler) (* 1980), deutscher Maler
- Sebastian Burger (Handballspieler) (* 1995), österreichischer Handballspieler
- Siegmund Burger (1921–1992), österreichischer Politiker (ÖVP)
- Sibylle Burger-Bono (* 1964), Schweizer Politikerin (FDP)
- Sibylle Krause-Burger (* 1935), deutsche Schriftstellerin und Journalistin
- Sophie Burger-Hartmann (1868–1940), deutsch-schweizerische Bildhauerin und Kunsthandwerkerin
- Stefan Burger (* 1977), deutsch-schweizerischer Fotograf und Installationskünstler
- Stephan Burger (* 1962), deutscher Geistlicher, Erzbischof von Freiburg und Metropolit

### T
- Theodor Burger († 1952), deutscher Bergbauunternehmer
- Thomas Burger (* 1961), deutscher Unternehmer
- Thys Burger (* 1954), südafrikanischer Rugby-Union-Spieler
- Till Burger (1913–1971), deutscher Jurist und Strafverteidiger
- Tutilo Burger (* 1965), deutscher Benediktiner, Erzabt von Beuron

### V
- Vreny Burger (* 1955), Schweizer Bogenschützin

### W
- Walter Burger (Architekt) (1911–1973), Schweizer Architekt
- Walter Burger (Künstler) (1923–2010), Schweizer Maler, Zeichner und Bildhauer
- Warren E. Burger (1907–1995), US-amerikanischer Richter
- Werner Burger (* 1929), deutscher Jurist und Richter
- Wilhelm Burger (Maler) (1832–1908), deutscher Maler, Zeichner und Dichter
- Wilhelm Burger (Fotograf) (1844–1920), österreichischer Fotograf
- Wilhelm Burger (Weihbischof) (1880–1952), deutscher Geistlicher, Weihbischof in Freiburg im Breisgau
- Wilhelm Burger (SS-Mitglied) (1904–1979), deutscher SS-Sturmbannführer
- Wilhelm Burger (Fabrikant) (1915–1972), Schweizer Fabrikant
- Wilhelm Heinrich Burger-Willing (1882–1966), deutscher Maler
- William Carl Burger (* 1932), US-amerikanischer Botaniker
- Willy Burger (Kunsthistoriker) (1880–nach 1935), deutscher Kunsthistoriker
- Willy Friedrich Burger (1882–1964), Schweizer Maler
- Wolfgang Burger (1952–2024), deutscher Schriftsteller
- Wouter Burger (* 2001), niederländischer Fußballspieler

### Z
- Zak Burger (* 1998), südafrikanischer Rugbyspieler
- Zoey Burger (* 1999), US-amerikanische Schauspielerin